# Sayvancık, Beşikdüzü
Sayvancık là một xã thuộc huyện Beşikdüzü, tỉnh Trabzon, Thổ Nhĩ Kỳ. Dân số thời điểm năm 2011 là 109 người.